# 四海村
四海村（しかいそん）は、香川県小豆郡にあった村。

## 歴史
- 1890年2月15日 - 町村制施行に伴い、小豆郡伊喜末村、小江村、長濱村、瀧宮村が合併し、四海村が発足。
- 1955年4月1日 - 土庄町・北浦村・豊島村・大鐸村・淵崎村と新設合併し、土庄町が改めて発足。同日付で四海村が廃止。